# 松雪博
松雪 博（まつゆき ひろし、1964年1月28日 - ）は、佐賀県出身の、日本の柔道選手である。階級は65kg級。身長170cm。

## 経歴
中学になると上京して、創設間もない柔道私塾の講道学舎へ入塾した。1年後輩には持田治也、2年後輩には持田達人、古賀元博などがいた。弦巻中学から世田谷学園高校に進むが、この当時全国大会で大きな実績は上げていない(1年後輩の持田が高校3年の時に金鷲旗で初めての高校タイトルを獲得した)。
1982年に日本大学へ入学すると、3年の時には正力国際の65kg級で優勝を飾った。4年の時には正力国際の団体戦準決勝で韓国の尹容勃に反則の対象となる体を捨てた脇固めを食らって反則勝ちになるも、左肘を負傷して団体戦決勝のソ連戦及び個人戦には出場できず2連覇はならなかった。1986年に兵庫県警の所属になると、1987年には講道館杯で3位に入った。1989年には講道館杯の決勝で横浜そごうの大崎昭浩を破って優勝を飾った。続いて天安門事件の3週間前に北京で開催された環太平洋柔道選手権大会でも、決勝で韓国の鮮于南哲を2－1の判定で破って優勝した。体重別では3位だった。1991年の体重別でも3位になった。引退後は全柔連の女子ジュニアコーチに就任した。

## 戦績
- 1985年 - 正力国際 優勝
- 1986年 - 正力国際 団体戦 2位
- 1987年 - 講道館杯 3位
- 1989年 - 講道館杯 優勝
- 1989年 - 環太平洋柔道選手権大会 優勝
- 1989年 - 体重別 3位
- 1991年 - 体重別 3位

(出典、JudoInside.com)